# 中野順哉
中野 順哉（なかの じゅんや、1970年12月14日 ‐ ）は、日本の小説家・劇作家・評論家・プランナー。現代的な作品から、浄瑠璃や謡曲など、幅広い文筆の世界で活動している。また地域の文化振興などにも積極的で、多くの業績を残している作家でもある。親族にチェンバロ奏者の中野振一郎がいる。

## 来歴
京都府宇治市生まれ。明星学園明星高等学校、関西学院大学文学部フランス文学科を卒業。大学卒業と同時に作家の阿部牧郎に弟子入り。就職せぬまま結婚。1998年に、大阪の室内楽団である日本テレマン協会に機関紙編集員として参加。
2000年、琵琶湖水質浄化の紙を演奏会のチラシ・プログラムに使用することで年間5000トン以上の湖水を浄化する企画を立ち上げる。2002年より各地の歴史をテーマにした講談を創作し音楽とコラボさせた「音楽絵巻」という企画を、TANGとともに立ち上げる。上方講談師・旭堂南左衛門とともにプロデュースしたこの企画は、その後2017年まで継続。上演した作品は130作以上にのぼる。またこの頃、文楽三味線の人間国宝、七代目鶴澤寛治と出会う。寛治の指導のもと、浄瑠璃台本の修業をはじめる。
2011年に日本テレマン協会代表に就任。演奏会を通したコミュニティーの再構築、オランウータンの生息地拡大、大阪の国際発信などを実施してゆく。2013年、日本テレマン協会の創立50周年を記念し、二か月にわたる街角コンサートを実施。そこから得たデータをもとに「老後の楽しみ」と「人と人が顔を合わせることで育むセキュリティー力の強化」を目指した町単位のコンサートを開催してゆく。
2014年には独自の視点からアナライズした大阪文化論「私の見た大阪文化」を作成。英語翻訳を併記した冊子にし、各国総領事館に配布。その論をベースに2015年関西学院大学において社会公連携プロジェクトの講義を行う。参加学生の意見をもとに「Just Osaka」と題した動画を制作しYouTubeにて配信する。同年、在大阪・神戸ドイツ総領事館の協力のもと、大阪市中央公会堂を舞台にバッハ「ブランデンブルク協奏曲」全曲公演を毎年開催することをブランデンブルク州首相に宣言。民間団体による都市発信の成功例となる。更には高校生と各国総領事によるシンポジウムを開催。翌年も継続開催され、大阪府より「府議場」の利用を許されるまでに成長させた。
2015年より雑誌「新潮45」において「歴史再考」を執筆。新しい歴史観を提唱し物議を醸す。当時の編集長・三重博一より新潮社で小説を書くことを勧められる。「歴史再考」自体は、7回目まで掲載。2018年の雑誌休刊により中断。
2016年より地域プロデューサー青木一との共同企画として、栗東市におけるいちじくのブランデイングに着手。農作物を通した地域の人間の心を結び付ける演奏会をスタートさせる。2019年には演奏会だけでなく、生産者の増加を目指すプロジェクトも立ち上げる。「栗東的な新しい就農モデルを生産者サイドに考えてもらう」というムーブメントを生み出した。
2017年8月に日本テレマン協会より独立。作家としての活動を本格的にはじめる。
2018年より内閣府参与・原丈人の提唱する公益資本主義を題材に、「2050年の日本のあるべき姿」を高校生と議論するシンポジウムを立ち上げる。また音楽の分野でもバイオリニストの梅沢和人（元大阪フィルハーモニー交響楽団コンサートマスター）のステージをプロデュース。更にTANGとともにアニメ声優の朗読劇「声優朗読劇フォアレーゼン」を立ち上げる。
2019年2月に「うたかた―七代目・鶴澤寛治の見た文楽」（関西学院大学出版会）を出版。4月には鉄道模型の大家である原信太郎の人生を綴った「あの駅に着いたら…」を出版。この頃、能楽師シテ方の長山耕三、能管の槌矢亮らと出会う。声優朗読とのコラボを通して、日本の古典に新しい魅力を見出そうという試みに着手してゆく。また、文楽三味線の鶴澤清志郎とも同様のコラボを開始。
また、作家の社会参画を目指し、関西の企業とともに、商品・企業活動に人格を与えるブランドパーソナリティ、ブランドストーリーの構築を開始。
2020年9月。関西学院大学出版会から「パラダイムシフトの群像」というシリーズ出版がはじまる。第１巻として「ンポロゴマの倒錯」が出版される。また「マスで本をつくって売るだけがプロの仕事ではない」という中野独自の思想から、自身の主宰するクリエイターグループ「アルトスリー」による出版事業を開始。内容は「フォアレーゼン」で描いたことのある「ご当地の歴史を描いた作品」のノベライズ。9月に第１巻となる作品「小説最上義光――つわもの」を発表。表紙の絵は、芸術家・池田真優が描いた。

## 作品

### 小説・伝記
- 「小説・延原武春」（東方出版、2000年）
- 「鏡の中のサムライ」（月刊神戸っ子、2004年 - 2005年）
- 「うたかた―七代目・鶴澤寛治の見た文楽」（関西学院大学出版会、2019年）
- 「あの駅に着いたら…」（Team GKM＆DCL、2019年）
- 「ンポロゴマの倒錯」（関西学院大学出版会　2020年）
- 「小説最上義光――つわもの」（アルトスリー　2020年）

### 劇作品

#### 朗読劇
- 「本当はあぶないモーツァルト」
- 「伊豆の踊子」
- 「源平盛衰記外伝・那須与一」
- 「ヴェルサイユ騒動記」
- 「ヴェルサイユ騒動記Ⅱ」
- 「三島物語」
- 「夏の夜の夢」
- 「スワ伝説異聞～東の空に雲、輝くとき～」
- 「嫌がらせ」
- 「関ケ原戦記異聞　小山――家康の宣言！」
- 「新・三郷記　暁の砂」
- 「建部清庵　ゆく川の上がれは」
- 「流転の果て……漂泊の「壇之浦」」
- 「哮ける　大橋翠石伝　その虎の咆哮は、どこまでもリアルで――哀しい」
- 「もう一つの「夜明け」」（新型コロナウイルスの影響で未発表）
- 「日光三剣士伝」（新型コロナウイルスの影響で未発表）
- 「今宵、再び…」（新型コロナウイルスの影響で未発表）
- 「阿弖流為」（新型コロナウイルスの影響で未発表）
- 「ベートーヴェンに壊される！？」（新型コロナウイルスの影響で未発表）
- 「残念ながら、アスリートに愛されて……」

#### 講談
- 音楽絵巻「信長の聴いた音楽」
- 講談「メサイア」
- 講談「ヘンデル一代記」
- 音楽絵巻「利家の聴いた音楽」
- 講談「国姓爺合戦」
- 講談「走れメロス」
- 講談「魔王」
- 講談「おさん茂兵衛」
- 講談「おさん茂兵衛」
- 音楽絵巻「モーツァルトVSベートーヴェン」
- 講談「ヴィヴァルディ一代記」
- 音楽絵巻「西村伊作」
- 講談「バッハ一代記」
- 音楽絵巻「近代文学散歩」
- 音楽絵巻「アマデウス」
- 音楽絵巻「源平盛衰記」熊野古道編
- 音楽絵巻「湖東商人銘々伝」
- 音楽絵巻「森鴎外」
- 音楽絵巻「漂泊」（講談「ジョセフ彦」）
- 音楽絵巻「熊野街道」
- 音楽絵巻「心に華開く時」彫刻家・山田良定
- 音楽絵巻「義経の七つ石」
- 音楽絵巻「荒木又右衛門」
- 講談「大江山異聞」
- 音楽絵巻「山内一豊」土佐編
- 講談「真・曽我兄弟」
- 講談「和州吉野の瀧」
- 講談「復讐奇談安積沼」
- 音楽絵巻「石田三成」
- 音楽絵巻「長禄の変」
- 音楽絵巻「新・功名が辻」
- 音楽絵巻「山内一豊」掛川編
- 音楽絵巻「ある日の大黒屋光太夫」
- 音楽絵巻「モーツァルト」
- 音楽絵巻「源氏三代記異聞」
- 音楽絵巻「とうごう六景」
- 音楽絵巻「藤堂高吉公一代記」
- 音楽絵巻「三浦一族記異聞」
- 音楽絵巻「信長が愛した音楽」
- 音楽絵巻「ぶらり大東今むかし」
- 音楽絵巻「加古川筋一揆」
- 神河音楽絵巻「銀の馬車道今むかし」
- 音楽絵巻「藤堂高虎」
- 音楽絵巻「開国物語　井伊直弼外伝」
- 音楽絵巻「フジハラビル物語」
- 守山音楽絵巻「人ゆえに、愛ゆえに…」
- 音楽絵巻「松江城今昔秘話」
- 音楽絵巻「大江山奇談。鬼の道に、横道なし」
- 創作講談と音楽のコラボレーション「恋路の丹波刀旅」
- 講談「小さな島国のオルガン」
- 音楽絵巻「淡海街道物語」
- 講談ウォーク「筒井定次」
- 音楽絵巻「真・役小角伝」
- 音楽絵巻「伊賀の乱」
- 音楽絵巻「恋模様刀の旅路」
- 音楽絵巻「二人の客人（まろうど）」
- 音楽絵巻「片桐且元　茨木にこの男あり 片桐東市正且元にて候」
- 音楽絵巻「一柳満喜子伝～我もまた、いずれの日にか・・～」
- 音楽絵巻「北ノ庄哀歌」
- 音楽絵巻「源平合戦外伝」
- 音楽絵巻「平清盛」
- 音楽絵巻「救世主・松倉重政」
- アジア講談～トルコ編～
- 講談「高山右近」
- 音楽絵巻「豊中愛伝説」
- 講談「真田幸村」
- 音楽絵巻「断片」～七世鶴澤寛治の思い出～
- アジア講談～ヴェトナム編～
- 音楽絵巻「山本覚馬」
- アジア講談「トルコ　チェレビー　悲しみのスルタン」
- 音楽絵巻「高田屋嘉兵衛真伝」
- 音楽絵巻「竹鶴物語」
- アジア講談〜オマーン編～
- 講談「羽曳野戦記」
- 音楽絵巻「大坂夏の陣」
- 音楽絵巻「真田幸村三変化」
- 音楽絵巻「源満仲」
- 音楽絵巻「新源氏三代」
- 音楽絵巻「五代友厚」
- 音楽絵巻「源満仲Ⅱ」
- 音楽絵巻「四天王寺新伝」
- 音楽絵巻「奥大和異聞」
- 音楽絵巻「改訂版　源氏三代記」
- フルーツ大河「日本がもっとも熱かった日々」
- 音楽絵巻「覚鑁上人伝」

ほか

### 評論・エッセイ
- 「大阪あんさんぶる」（連載、共同通信、2015年）
- 「歴史再考」（連載、新潮社、2015年 - 2018年）
- 「謎の陸軍士官留学生」は朝鮮王の落胤だったのか（新潮45、2014年8月号）
- 「私の見た大阪文化」（英訳：エマ・パーカー、日本テレマン協会、2014年）

ほか